# يولاند من أنجو، دوقة لورين
يولاند، دوقة لورين (بالفرنسية: Yolande d'Anjou)‏، ومعروفة أيضا بـ يولاند من بار (نانسي؛ 2 نوفمبر 1428 - 23 مارس 1483؛ نانسي) كانت دوقة لورين (1473) ودوقة بار (1480) هي ابنة إيزابيلا دوقة لورين ورينيه دي أنجو (ملك نابولي، دوق أنجو، بار ولورين، كونت بروفنس) بسبب ألقاب والدها المختلفة تعرف أحيانا بـ يولاند دي لورين أو يولاند دي أنجو، كانت شقيقتها الصغرى مارغريت دي أنجو عقيلة الملك هنري السادس من إنجلترا، على الرغم من سلطتها اسمية على أراضيها إلا أنها تنازلت عنها لـ زوجها وابنها.
في القرن التاسع عشر، تم نشر رواية رومانسية من حياتها المبكرة في مسرحية من قبل الكاتب الدنماركي هنريك هيرتز التي عُرفت بـ مسرحية ابنة الملك رينيه؛ حيث يتم تصويرها على أنها أميرة جميلة عمياء تعيش في جنة حديقة معزولة، وأيضا لاحقا تم تكييفها في أوبرا لولانتا من قبل بيتر إليتش تشايكوفسكي، ومع ذلك لا يوجد دليل على أنها كانت عمياء.

## الزواج والأطفال
في عام 1445، تزوجت من ابن خالها الثاني فريدريك الثاني، كونت فودمونت (1470-1420) في نانسي؛ كان هذا الزواج تحالفاً سلالياً، رُتب لإنهاء النزاع الذي كان قائماً بين والدها رينيه ووالد فريدريك أنتوني من فودمونت بشأن خلافة في دوقية لورين؛ وأنجبت له ستة أطفال:-
1. رينيه الثاني دوق لورين (1451-1508)، متزوج من فيليبا من خيلدرز، ينحدر من نسلهما ماري، ملكة الإسكتلنديين.
2. نيكولاس دي لورين، لورد جونفيل وبوفريمونت، توفي في 1476.
3. بيير دي لورين، توفي في 1451.
4. جين دي لورين (1458 - 25 يناير 1480)، تزوجت في 1474 من ابن خالها الثاني شارل الرابع دوق أنجو[5]؛ ليس لديهم أطفال.
5. يولاند دي لورين، توفيت في عام 1500؛ تزوجت من فيلهلم الثاني، لاندغراف هسن؛ ليس لديهم أطفال.
6. المطوبة مارغريت (1463-1521)، تزوجت من رينيه، دوق ألونسون (1454-1492)، ينحدر من نسلهما الملك هنري الرابع من فرنسا.

## الأرث
في عام 1473، على وفاة ابن أخها نيكولا، ورثت دوقية لورين، ولكن مرت على الفور إلى ابنها البكر رينيه الثاني، وفي عام 1480، بعد وفاة والدها، فعلت نفس الشيء مع دوقية بار، توفيت في 23 مارس 1483، اليوم كان عيد ميلاد شقيقتها الملكة مارغريت؛ ومع الآسف الملكة توفيت في الصيف الماضي في برج لندن، كانت يولاند بالغة من العمر 54 عاماً عند الوفاة.